# Siewiller
Siewiller – miejscowość i gmina we Francji, w regionie Grand Est, w departamencie Dolny Ren.
Według danych na rok 1990 gminę zamieszkiwało 455 osób, a gęstość zaludnienia wynosiła 73 osób/km² (wśród 903 gmin Alzacji Siewiller plasuje się na 492. miejscu pod względem liczby ludności, natomiast pod względem powierzchni na miejscu 419.).